# 莲湖乡
莲湖乡，是中华人民共和国江西省上饶市鄱阳县下辖的一个乡镇级行政单位，于2014年7月1日随鄱阳县列入江西省直辖地区

## 行政区划
莲湖乡下辖以下地区：
朱家社区、山背村、龙口村、爱民村、蒋坊村、美林村、毛家村、裕丰村、塔李村、莲青村、高桥村、南培村、莲华村、瓦燮村、大霞村、孙坊村、向阳村、表恩村、茭溪村、年丰村、莲池村、联合村、莲丰村、幕礼村、下岸村、刘家村和三汲坊村。